# Copa América 1983
Navigation
1979 1987
La Copa América 1983 est une compétition de football qui s'est déroulé du 10 août au 4 novembre 1983.
La totalité des rencontres se disputant en matchs aller-retour (à domicile et à l'extérieur), il n'y a donc pas de tournoi proprement dit organisé dans l'un des pays participants.
Les participants sont les dix pays membres de la confédération sud-américaine l'Argentine, la Bolivie, le Brésil, le Chili, la Colombie, l'Équateur, le Paraguay, le Pérou, l'Uruguay et le Venezuela. Le premier tour concerne neuf des dix équipes, réparties en trois groupes de trois. Le premier de chaque poule se qualifie pour les demi-finales, le quatrième qualifié pour le dernier carré étant le Paraguay, exempté de premier tour en tant que tenant du titre. Un troisième match sur terrain neutre est prévu pour la finale (uniquement) en cas d'égalité de points entre les finalistes à l'issue des matchs aller-retour. Ce n'est qu'en cas d'égalité après prolongation à l'issue du match d'appui que les scores des deux matchs précédents sont pris en compte pour départager les équipes.
En finale, l'Uruguay s'impose 2-0 au match aller à Montévidéo et va chercher au retour sur le terrain du Brésil le point du match nul (1-1) qui lui suffit pour remporter à nouveau le trophée. Il s'agit du douzième titre sud-américain pour l'Uruguay.

## Premier tour

### Groupe A
| Classement final |           |     |   |   |   |   |    |    |      |
|                  | Équipe    | Pts | J | G | N | P | BP | BC | Diff |
| 1                | Uruguay   | 6   | 4 | 3 | 0 | 1 | 7  | 4  | +3   |
| 2                | Chili     | 5   | 4 | 2 | 1 | 1 | 8  | 2  | +6   |
| 3                | Venezuela | 1   | 4 | 0 | 1 | 3 | 1  | 10 | -9   |

| 1er septembre | Uruguay   | 2 | 1 | Chili     |
| 4 septembre   | Uruguay   | 3 | 0 | Venezuela |
| 8 septembre   | Chili     | 5 | 0 | Venezuela |
| 11 septembre  | Chili     | 2 | 0 | Uruguay   |
| 18 septembre  | Venezuela | 1 | 2 | Uruguay   |
| 21 septembre  | Venezuela | 0 | 0 | Chili     |

| 1er septembre 1983 | Uruguay                                         | 2 – 1   | Chili                       | Stade Centenario (Montevideo)                         |                                                       |
|                    | Acevedo 45e · Morena 63e (pen.) · Gutiérrez 77e | (1 - 0) | Orellana 76e · J. Rojas 77e | Spectateurs : 30 000 Arbitrage : Arnaldo Cézar Coelho | Spectateurs : 30 000 Arbitrage : Arnaldo Cézar Coelho |

| 4 septembre 1983 | Uruguay                                                    | 3 – 0   | Venezuela                     | Stade Centenario (Montevideo)                     |                                                   |
|                  | Cabrera 35e · Morena 51e (pen.) · Luzardo 68e · Acosta 70e | (1 - 0) | R. Torres 77e · Simonelli 85e | Spectateurs : 60 000 Arbitrage : Gabriel González | Spectateurs : 60 000 Arbitrage : Gabriel González |

| 8 septembre 1983 | Chili                                                    | 5 – 0   | Venezuela      | Estadio Nacional (Santiago)                   |                                               |
|                  | Arriaza 22e · Dubó 25e · Aravena 35e, 83e · Espinoza 51e | (3 - 0) | B. Barboza 85e | Spectateurs : 20 000 Arbitrage : Enrique Labó | Spectateurs : 20 000 Arbitrage : Enrique Labó |

| 11 septembre 1983 | Chili                  | 2 – 0   | Uruguay | Estadio Nacional (Santiago)                    |                                                |
|                   | Dubó 9e · Letelier 80e | (1 - 0) |         | Spectateurs : 55 000 Arbitrage : Teodoro Nitti | Spectateurs : 55 000 Arbitrage : Teodoro Nitti |

| 18 septembre 1983 | Venezuela  | 1 – 2   | Uruguay                                      | Stade Brígido Iriarte (Caracas)                  |                                                  |
|                   | Febles 77e | (0 - 0) | Santelli 74e · Aguilera 87e · Montelongo 55e | Spectateurs : 3 000 Arbitrage : Carlos Montalván | Spectateurs : 3 000 Arbitrage : Carlos Montalván |

| 21 septembre 1983 | Venezuela | 0 – 0   | Chili | Stade Brígido Iriarte (Caracas)                       |                                                       |
|                   |           | (0 - 0) |       | Spectateurs : 3 000 Arbitrage : Elías Jácome Guerrero | Spectateurs : 3 000 Arbitrage : Elías Jácome Guerrero |

### Groupe B
| Classement final |           |     |   |   |   |   |    |    |      |
|                  | Équipe    | Pts | J | G | N | P | BP | BC | Diff |
| 1                | Brésil    | 5   | 4 | 2 | 1 | 1 | 6  | 1  | +5   |
| 2                | Argentine | 5   | 4 | 1 | 3 | 0 | 5  | 4  | +1   |
| 3                | Équateur  | 2   | 4 | 0 | 2 | 2 | 4  | 10 | -6   |

| 10 août       | Équateur  | 2 | 2 | Argentine |
| 17 août       | Équateur  | 0 | 1 | Brésil    |
| 24 août       | Argentine | 1 | 0 | Brésil    |
| 1er septembre | Brésil    | 5 | 0 | Équateur  |
| 7 septembre   | Argentine | 2 | 2 | Équateur  |
| 14 septembre  | Brésil    | 0 | 0 | Argentine |

| 10 août 1983 | Équateur               | 2 – 2   | Argentine           | Estadio Olímpico Atahualpa (Quito)                    |                                                       |
|              | Vásquez 68e · Vega 79e | (0 - 1) | Burruchaga 40e, 51e | Spectateurs : 50 000 Arbitrage : Gilberto Aristízabal | Spectateurs : 50 000 Arbitrage : Gilberto Aristízabal |

| 17 août 1983 | Équateur | 0 – 1   | Brésil                         | Estadio Olímpico Atahualpa (Quito)               |                                                  |
|              |          | (0 - 1) | Roberto Dinamite 14e · Andrade | Spectateurs : 50 000 Arbitrage : Alfonso Postigo | Spectateurs : 50 000 Arbitrage : Alfonso Postigo |

| 24 août 1983 | Argentine  | 1 – 0   | Brésil | Stade Monumental (Buenos Aires)                         |                                                         |
|              | Gareca 55e | (0 - 0) |        | Spectateurs : 70 000 Arbitrage : Juan Daniel Cardellino | Spectateurs : 70 000 Arbitrage : Juan Daniel Cardellino |

| 1er septembre 1983 | Brésil                                                              | 5 – 0   | Équateur | Stade Serra-Dourada (Goiânia)                          |                                                        |
|                    | Renato Gaúcho 12e · Roberto Dinamite 46e, 55e · Éder 58e · Tita 60e | (1 - 0) |          | Spectateurs : 35 000 Arbitrage : Luis Gregorio da Rosa | Spectateurs : 35 000 Arbitrage : Luis Gregorio da Rosa |

| 7 septembre 1983 | Argentine                         | 2 – 2   | Équateur                     | Stade Monumental (Buenos Aires)                         |                                                         |
|                  | Ramos 50e · Burruchaga 90e (pen.) | (0 - 1) | Quiñónez 44e · Maldonado 89e | Spectateurs : 40 000 Arbitrage : Juan Daniel Cardellino | Spectateurs : 40 000 Arbitrage : Juan Daniel Cardellino |

| 14 septembre 1983 | Brésil | 0 – 0   | Argentine | Maracanã (Rio de Janeiro)                   |                                             |
|                   |        | (0 - 0) |           | Spectateurs : 75 000 Arbitrage : Mário Lira | Spectateurs : 75 000 Arbitrage : Mário Lira |

### Groupe C
| Classement final |          |     |   |   |   |   |    |    |      |
|                  | Équipe   | Pts | J | G | N | P | BP | BC | Diff |
| 1                | Pérou    | 6   | 4 | 2 | 2 | 0 | 6  | 4  | +2   |
| 2                | Colombie | 4   | 4 | 1 | 2 | 1 | 5  | 5  | 0    |
| 3                | Bolivie  | 2   | 4 | 0 | 2 | 2 | 4  | 6  | -2   |

| 14 août     | Bolivie  | 0 | 1 | Colombie |
| 17 août     | Pérou    | 1 | 0 | Colombie |
| 21 août     | Bolivie  | 1 | 1 | Pérou    |
| 28 août     | Colombie | 2 | 2 | Pérou    |
| 31 août     | Colombie | 2 | 2 | Bolivie  |
| 4 septembre | Pérou    | 2 | 1 | Bolivie  |

| 14 août 1983 | Bolivie | 0 – 1   | Colombie       | Estadio Hernando Siles (La Paz)                   |                                                   |
|              |         | (0 - 0) | Valderrama 73e | Spectateurs : 40 000 Arbitrage : Gabriel González | Spectateurs : 40 000 Arbitrage : Gabriel González |

| 17 août 1983 | Pérou       | 1 – 0   | Colombie | Estadio Nacional (Lima)                                   |                                                           |
|              | Navarro 77e | (0 - 0) |          | Spectateurs : 30 000 Arbitrage : José Luis Martínez Bazán | Spectateurs : 30 000 Arbitrage : José Luis Martínez Bazán |

| 21 août 1983 | Bolivie    | 1 – 1   | Pérou       | Estadio Hernando Siles (La Paz)                       |                                                       |
|              | Romero 65e | (0 - 0) | Navarro 89e | Spectateurs : 45 000 Arbitrage : Jorge Eduardo Romero | Spectateurs : 45 000 Arbitrage : Jorge Eduardo Romero |

| 28 août 1983 | Colombie                  | 2 – 2   | Pérou                                | El Campín (Bogota)                                    |                                                       |
|              | Prince 46e · Fiorillo 69e | (0 - 1) | Malásquez 25e (pen.) · Caballero 85e | Spectateurs : 30 000 Arbitrage : Arnaldo Cézar Coelho | Spectateurs : 30 000 Arbitrage : Arnaldo Cézar Coelho |

| 31 août 1983 | Colombie                          | 2 – 2   | Bolivie                | El Campín (Bogota)                            |                                               |
|              | Valderrama 2e · Molina 60e (pen.) | (1 - 0) | Melgar 78e · Rojas 80e | Spectateurs : 45 000 Arbitrage : José Vergara | Spectateurs : 45 000 Arbitrage : José Vergara |

| 4 septembre 1983 | Pérou                     | 2 – 1   | Bolivie      | Estadio Nacional (Lima)                          |                                                  |
|                  | Leguía 6e · Caballero 21e | (2 - 0) | Paniagua 46e | Spectateurs : 50 000 Arbitrage : Guillermo Budge | Spectateurs : 50 000 Arbitrage : Guillermo Budge |

## Demi-finales

### Matchs aller
| 13 octobre 1983 | Pérou   | 0 – 1 | Uruguay      | Estadio Nacional (Lima)                         |                                                 |
| |         | (0 - 0) | Aguilera 65e | Spectateurs : 28 000 Arbitrage : Sergio Vásquez | Spectateurs : 28 000 Arbitrage : Sergio Vásquez |
| Acasuzo - Duarte, Requena, Aguayo, Díaz - Velásquez, Olaechea, Reyna ( 73e Casanova) - Rey Muñoz ( 58e Malásquez), Navarro, Caballero | Équipes | Rodríguez - Diogo, Gutiérrez, Acevedo, Agresta - González, Barrios, Cabrera - Aguilera ( 80e Saralegui), Francescoli, Acosta ( 77e Ramos) |              | Spectateurs : 28 000 Arbitrage : Sergio Vásquez | Spectateurs : 28 000 Arbitrage : Sergio Vásquez |

| 13 octobre 1983 | Paraguay  | 1 – 1 | Brésil   | Estadio Defensores del Chaco (Asuncion)        |                                                |
| | Morel 70e | (0 - 0) | Éder 88e | Spectateurs : 55 000 Arbitrage : Gastón Castro | Spectateurs : 55 000 Arbitrage : Gastón Castro |
| Fernández - Figueredo, Surián, Delgado, Torales - Benítez ( Olmedo), Florentín, Romerito, Hicks ( Miño) - Morel, Mendoza | Équipes   | Leão - Paulo Roberto, Márcio, Mozer, Júnior - Andrade, Jorginho, Tita ( Renato), Renato Gaúcho - Careca, Éder |          | Spectateurs : 55 000 Arbitrage : Gastón Castro | Spectateurs : 55 000 Arbitrage : Gastón Castro |

### Matchs retour
| 20 octobre 1983 | Uruguay     | 1 – 1 | Pérou         | Stade Centenario (Montevideo)                      |                                                    |
| | Cabrera 49e | (0 - 1) | Malásquez 24e | Spectateurs : 58 000 Arbitrage : Arturo Ithurralde | Spectateurs : 58 000 Arbitrage : Arturo Ithurralde |
| Rodríguez - Diogo, Gutiérrez, Acevedo, Agresta - González, Barrios, Cabrera - Aguilera ( 75e Saralegui ( 85e)), Francescoli, Acosta ( 71e Ramos) | Équipes     | Acasuzo - Duarte ( 85e), Requena, Aguayo, Díaz - Velásquez, Olaechea, Leguía - Malásquez, Navarro, Caballero |               | Spectateurs : 58 000 Arbitrage : Arturo Ithurralde | Spectateurs : 58 000 Arbitrage : Arturo Ithurralde |

| 20 octobre 1983 | Brésil  | 0 – 0 | Paraguay | Estádio Parque do Sabiá (Uberlândia)                 |                                                      |
| |         | (0 - 0) |          | Spectateurs : 75 000 Arbitrage : Juan Carlos Loustau | Spectateurs : 75 000 Arbitrage : Juan Carlos Loustau |
| Leão - Leandro, Márcio, Mozer, Júnior - Andrade ( 79e), Jorginho, Renato ( Tita), Renato Gaúcho ( Careca) - Roberto Dinamite, Éder | Équipes | Fernández - Benítez, Surián, Delgado, Torales - Jacquet, Florentín, Romerito, Olmedo - Morel ( Mendoza ( Garay)), Cabañas ( 79e) |          | Spectateurs : 75 000 Arbitrage : Juan Carlos Loustau | Spectateurs : 75 000 Arbitrage : Juan Carlos Loustau |

## Finale

### Match aller
| 27 octobre 1983 | Uruguay                     | 2 – 0 | Brésil | Stade Centenario (Montevideo)                 |                                               |
| | Francescoli 41e · Diogo 80e | (1 - 0) |        | Spectateurs : 65 000 Arbitrage : Héctor Ortiz | Spectateurs : 65 000 Arbitrage : Héctor Ortiz |
| Rodríguez - Diogo, Gutiérrez, Acevedo, Agresta - González, Barrios, Cabrera - Aguilera ( 85e Bossio), Francescoli, Acosta ( 75e Ramos) | Équipes                     | Leão - Leandro, Márcio, Mozer, Júnior - Renato, Jorginho, China ( Tita) - Renato Gaúcho, Roberto Dinamite, Éder |        | Spectateurs : 65 000 Arbitrage : Héctor Ortiz | Spectateurs : 65 000 Arbitrage : Héctor Ortiz |

### Match retour
| 4 novembre 1983 | Brésil       | 1 – 1 | Uruguay      | Fonte Nova (Salvador)                               |                                                     |
| | Jorginho 23e | (1 - 0) | Aguilera 77e | Spectateurs : 95 000 Arbitrage : Edison Peréz-Núñez | Spectateurs : 95 000 Arbitrage : Edison Peréz-Núñez |
| Leão - Paulo Roberto, Márcio, Mozer, Júnior - China, Jorginho, Tita ( 77e Renato Gaúcho) - Sócrates, Roberto Dinamite ( 43e Careca), Éder | Équipes      | Rodríguez - Diogo, Gutiérrez, Acevedo, Agresta - González, Barrios, Cabrera - Aguilera ( 82e Bossio), Francescoli, Acosta ( 46e Ramos) |              | Spectateurs : 95 000 Arbitrage : Edison Peréz-Núñez | Spectateurs : 95 000 Arbitrage : Edison Peréz-Núñez |

| Copa América 1983 - Vainqueur Uruguay 12e titre |

## Meilleurs buteurs
3 buts
- Jorge Burruchaga
- Roberto Dinamite
- Carlos Aguilera

2 buts
- Éder
- Jorge Aravena
- Rodolfo Dubó
- Alex Valderrama
- Juan Caballero
- Eduardo Malásquez
- Franco Navarro
- Wilmar Cabrera
- Fernando Morena